# Gram (Haderslev Kommune)
 For alternative betydninger, se Gram. (Se også artikler, som begynder med Gram)
Gram (tysk: Gramm) er en by i det centrale Sønderjylland med 2.445 indbyggere  (2024), beliggende 13 km nord for Toftlund, 21 km øst for Ribe, 41 km sydvest for Kolding og 32 km vest for Haderslev. Byen hører til Haderslev Kommune og ligger i Region Syddanmark. I 1970-2006 var Gram kommunesæde i Gram Kommune.
Gram hører til Gram Sogn. Gram Kirke fra 1100-tallet ligger i den vestlige del af byen.

## Seværdigheder
I den nordlige ende af byen ligger herregården Gram Slot, opført i røde mursten i 1500-tallet, med 4 ha slotspark i barokstil. Gram Å løber gennem slotssøen og et stemmeværk. Nær ved slottet ligger Gram Slotskro fra 1714.
På hjørnet af Aavej og Slotsvej ved Gram Vandværk ligger Hvalhuset med det 14 meter lange skelet af en kaskelothval.
Ved Gram Lergrav 2 km nord for byen findes Naturhistorisk museum Gram, hvor man kan se fossiler fra dyrelivet for 10 mio. år siden og selv få lov til at grave.

## Faciliteter
- Gram Skole har 250 elever, fordelt på 0.-9. klassetrin.[2]
- Gram Børnehave er en selvejende børnehave i Gram med plads til 84 børn.[3] Børnehuset Nobi har afdelinger i Arnum og Gram.
- Gram Fritidscenter kan have 800 spisende gæster i hallen.[4] I centret er der også friluftsbad, bibliotek, borgerservice og turistinformation.
- Plejecenter Højmarken har 26 boliger, som indeholder stue, lille tekøkken med køleskab og stort badeværelse.[5]
- Byen har 2 supermarkeder,2 pizzeriaer, 2 tankstationer, sparekasse,et apotek, lægehus, 4 hårsaloner, en læge og en tandlæge.

## Historie
Bynavnet kommer af det olddanske Gra, som betyder "grå" (farven) og hem med betydningen "hjem".

### Jernbanen
Gram by fik i 1899 endestation på de smalsporede Haderslev Amts Jernbaners strækning fra Haderslev. Der var også station ved Gram Slot. Herfra gik en sidebane til Rødding. I 1910 blev banen forlænget fra Gram by til Arnum, hvorfra der i 1911 blev anlagt jernbane til Skærbæk på Ribe-Tønder Jernbane.
I 1937 blev strækningen til Skærbæk nedlagt, og i 1938 blev strækningerne til Rødding og Haderslev også nedlagt. 3 stykker af banetracéet omkring Gram er bevaret: ½ km asfalteret sti mellem Torvegade og Åvej, ½ km jordsti fra Skovbrynet sydpå mod Gram Å og 1 km grussti fra lergraven til den nordlige ende af Storskov.

### Sygehuset
Det preussiske målebordsblad viser ved siden af amtsbanegården et sygehus. Dets gamle bygninger blev i 1998 gode rammer om Gram Efterskole med store værelser og gode senge. Skolen havde multihal, auditorium og fysikfaciliteter. Efterskolen gik konkurs i foråret 2020, men i stedet blev der startet en højskole. Gram Højskole har plads til 120 elever.

### Genforeningen
Folkeafstemningen ved Genforeningen i 1920 gav i Gram Sogn 1.479 stemmer for Danmark, 72 for Tyskland. Den 29. oktober 1921 blev genforeningsstenen i Gram afsløret af H.P. Hanssen, der også holdt afsløringstalen. Stenen står foran Slotskroen i et anlæg, der er omkranset af en kæde, hvor 10 grænsesten fra den gamle Kongeå-grænse fungerer som hegnspæle.

### Stationsbyen
Det danske målebordsblad efter Genforeningen viser elværk, vandtårn, savværk, skovriderbolig, bageri, 2 hoteller, kro, apotek, 2 lægeboliger, telefoncentral, post- og telegrafkontor samt mejeri 1 km sydøst for byen.

## Kendte personer
- Jens Høyer Hansen (1940-1999), juvelér, arbejdede i New Zealand.
- Søren Ryge Petersen (1945-), tv-vært, journalist og forfatter.
- Trine Sick (1953-), journalist og studievært.
- Erling Jepsen (1956-), forfatter.
- Luna Christofi (1967-), sportsjournalist.
- Per Vers (1976-), rapkunstner, forfatter og performer.
- Micheal Olesen (1995-)

journalist.

## Galleri
- Banestien fra Åvej til Torvegade
- Banedæmningen gennem Storskov
- Hvalhuset
- Vandtårnet